# Razak Pimpong
Razak Pimpong (Accra, 30 de dezembro de 1982) é um ex-futebolista profissional ganês, que atuava como meia ou atacante.

## Carreira
Pimpong representou a Seleção Ganesa de Futebol nas Olimpíadas de 2004.